# Chazemais
Chazemais – miejscowość i gmina we Francji, w regionie Owernia-Rodan-Alpy, w departamencie Allier.

## Demografia
Według danych na rok 1990 gminę zamieszkiwało 401 osób, a gęstość zaludnienia wynosiła 14 osób/km². W styczniu 2015 r. Chazemais zamieszkiwały 523 osoby, przy gęstości zaludnienia wynoszącej 18,3 osób/km².